# 桜田直子
桜田 直子（さくらだ なおこ）は、日本の作曲家、編曲家。

## 略歴
青森県弘前市出身。青森県立弘前高等学校、早稲田大学第一文学部心理学専攻、バークリー音楽大学ジャズ作曲科卒業。

## 主な作品

### 作曲
- フレンドシップ【同声2部】
- 歩き出せ、僕らの未来へ【混声4部】（作詞 みなづきみのり）
- 地球は青い宇宙船【同声3部】（作詞 みなづきみのり）
- 風の道しるべ【混声3部】【同声3部】【同声2部】（作詞 長井理佳）
- きみの名前【混声3部】【同声2部】（作詞 長井理佳）
- 時間の神様【混声3部】（作詞 里乃塚玲央）
- 夢のとびら 【同声2部】（作詞 石原一輝）
- いまは小さいけれど【同声2部】（作詞 石原一輝）
- 地球儀まわせば【同声2部】（作詞 石原一輝）
- たしかな一歩【混声3部】【同声2部】
- Good Day Good Time【混声3部】
- 花束【混声3部】【同声3部】【同声2部】
- Heart & Heart 【混声3部】
- 卒業アルバム【混声3部】（作詞 織田ゆり子）
- 翼ひろげて【混声3部】
- Departure　旅立つ君へ【混声3部】
- 心のマストに【混声2部】（作詞 石原一輝）
- 明日はきっと【同声2部】
- ともだち【同声2部】
- ブリッジ【同声2部】
- Sha ba da ba　【斉唱】他
- 桜田直子Songアルバム
- 心の翼 君が広げたら（作詞 みなづきみのり）
- いつだって青空
- 星の大地に（作詞 石原一輝）
- 虹色のハーモニー
- きみは未来（作詞 長井理佳）
- 光をめざして

### 編曲
- 第80回NHK全国学校音楽コンクール小学校の部・課題曲「ふるさと」【同声2部】
- 第91回NHK全国学校音楽コンクール中学校の部・課題曲「僕らはいきものだから」【混声3部】他

## 著書
- 桜田直子Songアルバム
- 絶対決まる! クラス合唱のザ・定番vol.13*女声三部・同声二部合唱ミニアルバム 365日の紙飛行機 [改訂版]
- ピアノ指導者のための自己啓発シリーズ ポピュラーピアノ指導への実践 ～これから取り組もうとしている先生へ 編～
- 絶対決まる! クラス合唱のザ・定番　アイドル・ヒッツ～果てない空～